# Messas
Messas är en kommun i departementet Loiret i regionen Centre-Val de Loire strax norr Frankrikes mitt. Kommunen ligger i kantonen Beaugency som tillhör arrondissementet Orléans. År 2022 hade Messas 1 029 invånare.

## Befolkningsutveckling
Antalet invånare i kommunen Messas
| Referens: INSEE |